# إبراهيم سانداي
إبراهيم سانداي (بالإنجليزية: Ibrahim Sunday)‏ هو لاعب ومدرب كرة قدم غاني ولد في 22 يوليو 1944. يعدّ أول لاعب كرة قدم أفريقي يشارك في الدوري الألماني.

## المسيرة الكروية
ولد إبراهيم في كوفوريدوا، المنطقة الشرقية، غانا، وقد بدأ مسيرته مع نادي محلي، هو أشانتي كوتوكو، في كوماسي، وقد أصبح قائد الفريق. وقد فاز مع ناديه في عام 1970، بـكأس إفريقيا للأندية البطلة المسمى القديم لدوري أبطال أفريقيا، وهو أول لقب دولي يحصل عليه النادي. وقد قصة معظم مسيرته لاعبَ وسطٍ مع النادي الغاني أشانتي كوتوكو، ولعب أيضًا مع منتخب غانا لكرة القدم، وشارك في نسختين من كأس الأمم الأفريقية. وفاز بجائزة أفضل لاعب أفريقي في عام 1971.
انتقل إبراهيم إلى نادي فيردر بريمن في عام 1975، والذي يلعب في الدوري الألماني، وبقيَ مع النادي موسمين، وبالكاد لعب مباراة واحدة فقط بالدوري ضد نادي روت فايس إيسن في 6 يونيو 1976. لكنه يعدّ أول لاعب كرة قدم أفريقي يشارك في الدوري الألماني.

## المسيرة الدولية
اُختير إبراهيم ليلعب لأول مرة مع منتخب غانا عام 1966، وكانت أول مشاركة دولية رسمية له في كأس الأمم الأفريقية 1968، فقد سجل هدفًا ضد ساحل العاج بقيادة لوران بوكو، في الدور نصف النهائي، وفازت غانا بنتيجة 4-3. وخسرت النجوم السوداء النهائي على يدي منتخب جمهورية الكونغو الديمقراطية.
في كأس الأمم الأفريقية 1970، تكررت المُواجهة مرة أخرى في نصف النهائي بين غانا وساحل العاج بعد عامين من آخر مُواجهة بينهما، وهزمت غانا مرة أخرى ساحل العاج بنتيجة 2-1، وسجل إبراهيم الهدف الافتتاحي، لكنَّ الغانيين خسروا النهائي مرة أخرى أمام السودان المُستضيفة.
كانت المباراة النهائية لعام 1970 هي آخر مباراة في كأس الأمم الأفريقية يشارك فيها إبراهيم، فقد فشلت غانا في التأهل إلى بطولات كأس الأمم الأفريقية في 1972 و 1974 و 1976. ثم تأهلت غانا للبطولة الأولمبية عام 1972 في ميونيخ، وكان إبراهيم جزءًا من الفريق الأولمبي.

## المسيرة التدريبية
أدار إبراهيم ناديه السابق أشانتي كوتوكو بصفته مدربًا، وقادَهُ إلى الفوزِ الثاني بكأس أفريقيا للأندية البطلة في عام 1983. كما أدار ناديان من غانا هما: أبواكوا سوسوبيريبي وأشانتي غولد ونادي ليبرفيل الغابوني ونادي أفريكا سبورتس العاجي، والذي قاده أيضًا إلى التتويج بأول لقبٍ من كأس أفريقيا للأندية أبطال الكؤوس على مستوى ساحل العاج في عام 1992.

## الألقاب

### لاعبًا
أشانتي كوتوكو
- الدوري الغاني الممتاز: 1963–64، 1964–65، 1967، 1968، 1969، 1972، 1975
- دوري أبطال أفريقيا: 1970[8]

غانا
- كأس الأمم الأفريقية (الوصافة): 1968، 1970

فرديًا
- جائزة أفضل لاعب أفريقي: 1971[10]

### مدربًا
أشانتي كوتوكو
- كأس أفريقيا للأندية البطلة: 1983[18]

أفريكا سبورتس
- بطولة غرب أفريقيا للأندية: 1991[19]
- كأس أفريقيا للأندية البطلة: كأس أفريقيا للأندية البطلة 1992[16]
- كأس السوبر الأفريقي: 1993

فرديًا
- جوائز الكاف: 2017[20]

## روابط خارجية
- صورة إبراهيم سانداي بقميص فيردر بريمن